# John August Anderson
John August Anderson (né le 7 août 1876 à Comté de Clay dans le Minnesota et décédé le 2 décembre 1959 à Altadena en Californie) est un astronome américain.

## Biographie
Après des études à l'Université Johns-Hopkins, il devient professeur d'astronomie dans cette même université.
De 1916 à 1956, il travaille à l'Observatoire du Mont Wilson. Sa contribution la plus notable concerne l'adaptation de l'Interféromètre de Michelson à l'étude des étoiles binaires, permettant notamment de mesurer la distance de séparation des deux étoiles de Capella.
En 1922, il rencontre le sismologue Harry Oscar Wood (en) et travaille avec lui à la fabrication d'un sismomètre connu sous le nom de pendule de torsion Wood-Anderson (pt). C'est sa seule contribution connue à la sismologie.
De 1928 à 1948, il travaille également au sein du Caltech à l'élaboration des instruments et de l'optique du télescope de l'Observatoire du Mont Palomar, en collaboration avec George Ellery Hale et la Fondation Rockefeller.
Un cratère lunaire porte aujourd'hui son nom.